# Olof
Olof är ett nordiskt mansnamn med betydelsen 'ättling'. Namnet förekommer i olika former i hela det nordiska språkområdet, enligt vissa delar det ursprung med Leif via grundformen Oleifr. Liksom namn som Ulf och Gustaf uttalades Olof traditionellt med v. Efter stavningsreformen 1906 har läsuttalet med f blivit det vanligare uttalet, även om skriftformen Olov, som går tillbaka på det ursprungliga uttalet, finns som variant. Namnet är känt i Sverige sedan 1300-talet. 
I Norge är Olav ett traditionellt kunganamn. 
På ett antal vikingatida runstenar i Södermanland och Östergötland förekommer Olov såsom kvinnonamn, nämligen Ög 198, Sö 8, Sö 32, Sö 70 och Sö 296. På Island är Ólöf fortfarande ett kvinnonamn och 2014 var det det 22:a vanligaste namnet för kvinnor.
31 december 2014 fanns det totalt 151 209 personer i Sverige med namnet Olof/Olov, varav 15 541 med det som tilltalsnamn. År 2014 fick 92 pojkar namnet Olof som tilltalsnamn.
Namnsdag i Sverige är 29 juli. I Bondepraktikans talesätt Ger Erik ax ger Olof kaka, syftar namnen på Eriks och Olofs namnsdagar. I den finlandssvenska namnsdagslängden har Olof namnsdag 29 juli sedan starten 1929, då en egen namnsdagskalender togs i bruk för finlandssvenskar.

## Varianter
Varianter inkluderar 
- Olle – smeknamn
- Ola – norsk och svensk kortform
- Ole – norsk, dansk och sydsvensk kortform
- Olaf eller Olav – norska varianter
- Olaus och Olavus – latiniserade versioner av namnet
- Ólafur – isländsk variant
- Ólöf – isländsk feminin variant
- Olavi – finländsk variant

## Personer med namnet Olof/Olov
- Olof Lundh, svensk sportjournalist
- Olof den helige, kung av Norge
- Olof Trätälja, sagokung
- Olof (I), svensk sagokung
- Olof Björnsson, svensk sagokung, bror till kung Erik Segersäll
- Olof Skötkonung, svensk kung
- Olof av Danmark och Norge, dansk (Oluf II) och norsk (Olav IV) kung
- Olof Ahlberg (1876–1956), svensk skulptör
- Olof Ahlberg (1893–1967), svensk entomolog
- Höök Olof Andersson
- Olof Emanuel Arbman (1847–1921), svensk kontraktsprost
- Olof Johannes Arbman (1887–1955), svensk kontraktsprost
- Olof Bergklint
- Olof Bergqvist
- Olof Bergström
- Per-Olov Brasar
- Olof Buckard
- Olof Carlsson (politiker) (1872–1956)
- Olof Carlsson (militär) (1918–2008), morfar till utförsåkaren Anja Pärson
- Olof Celsius d.y.
- Olof Celsius d.ä.
- Olof von Dahlin
- Olof Dreijer
- Olof Ehrenkrona
- Per Olov Enquist
- Olof Eneroth
- Olof Engvall
- Olof Erland
- Olof Estenberg
- Olof Frenzel
- Olof Fåhraeus (1680–1728)
- Olof Fåhraeus (1796–1884)
- Olof Hammarsten
- Olof Hagnell
- Olov Hartman
- Olof Herrlin
- Olof Hillberg
- Hans Olof Holmström
- Olof Högberg
- Olof Höjer
- Lars-Olof Höök
- Olof Johansson
- Olof Krook
- Olof Lagercrantz
- Olov Lambatunga
- Sven Olof "Esso" Larsson
- Olof Lilljeqvist
- Olov Lindahl
- Olof Lundström Orloff
- Olof Malm
- Olof Mellberg
- Olof Molander
- Sven-Olof Olson
- Olof Olsson i Kullenbergstorp
- Olof Olsson (minister)
- Olof Palme
- Olof Palme (historiker)
- Olof Rudbeck d.y.
- Olof Rudbeck d.ä.
- Olof Ruin
- Olov Rylander
- Olof Ryning (död 1521), en av de sex herrar, vilka 1518 lämnades som gisslan åt Kristian II
- Olof Ryning (död 1589), ståthållare över Estland och hovmarskalk åt Johan III
- Olof Ryning (död 1618), kammarherre åt Karl IX
- Olof Salmén
- Sven-Olof Sandberg
- Olof Sandborg
- Sven-Olov Sjödelius
- Olof Sjöstrand (1919–1999), stuntman och cirkusartist
- Olof Sjöstrand (1894–1985), matematiker och gymnasierektor
- Olof Stahre
- Olof Stenhammar (född 1941), svensk finansman, grundare av Optionsmäklarna
- Olof Sundby
- Per Olof Sundman
- Olov Svedelid
- Olof Tempelman
- Olof Thiel
- Olof Thunberg
- Olof Thunman
- Olof Thörnell
- Johan Olof Wallin
- Olof Widgren
- Olov Wigren
- Olof Winnerstrand
- Olof Ås
- Olof Kajbjer Gustafsson
- Hans-Olov Öberg